# Мэдрейк Волшебник
Мэдрейк Волшебник (англ. Mandrake  the Magician) (в некоторых переводах — Волшебник Мандрагора) — популярный в Америке персонаж комиксов, созданный Ли Фальком (создателем Фантома). Публикация комиксов о нём началась 11 июня 1934 года. Друг Фалька, Фил Дэвис взял роль иллюстратора, в то время как Фальк создавал сценарий. Комикс был опубликован издательством комиксов King Features Syndicate.
Дэвис работал над Мэдрейком до своей смерти в 1964 году, тогда Фальк стал работать с иллюстратором Фредом Фредериксом. Со смертью Фалька в 1999 году, Фредерикс стал и сценаристом и иллюстратором комикса.

## Вымышленная биография
Мэдрейк — маг, чья работа основана на необычайно быстром гипнозе и иллюзиях. Мэдрейк использует своё мастерство для борьбы с различным злом.

## Друзья Мэдрейка
Лазар — лучший друг Мэдрейка и его напарник по борьбе с преступностью. Мэдрейк впервые встретил Лазара во время путешествия по Африке. Лазар часто упоминается как самый сильный человек в мире. Лазар появился в первом комиксе о Мэдрейке в 1934 году. В начале, Лазар говорил на бедном английском и носили фески, шорты, и шкуру леопарда. Когда художник Фред Фредерикс взял на себя работу над иллюстрированием в 1965 году Лазар говорил на правильном английском и одежда его изменилась, хотя он по-прежнему носил шорты и фески.
Нарда — принцесса Европейской нации Кокаигни. Она появилась во втором комиксе о Мэдрейке. Хотя она и Мэдрейк были влюблены друг в друга они не поженились вплоть до 1997 года.
Ходзё — шеф-повар Мэдрейка в его доме Ксанаду, и секретный начальник международной организации борьбы с преступностью, в дополнение к тому превосходный эксперт по боевым искусствам.
Начальник полиции — его зовут Брэдли, но все называют его просто Шеф. Часто помогал Мэдрейку во многих делах. Женат, имеет сына по имени Крис.
Ленор — сводная сестра Мэдрейка. Она является всемирно известным исследователем.
Карма — подруга Лазара, африканская принцесса, которая работает в качестве модели.

## Злодеи
Кобра — самый злой и опасный враг Мэдрейка. В 1937 году, по-видимому, Кобра был побеждён, но вернулся в 1965 году. Основная цель Кобры является приобретение одного из двух мощных кристаллов-кубов, которые увеличивают умственные способности. Кубы охраняет Мэдрейк и его отец. В дальнейшем, выясняется, что Кобра сводный брат Мэдрейка.
Дерек — брат-близнец Мэдрейка. Он похож на Мэдрейка и также знаком с магией. Совершает преступления ради личного удовлетворения.
Глиняный верблюд — настоящее имя Саки, является мастером маскировки, способен имитировать любой образ и изменить свою внешность в считанные секунды.
Элина Чародейка — бывшая подруга Мэдрейка с Колледжа Магии. Использует волшебство ради собственной выгоды. Упоминается в мультсериале Защитники Земли.
Кэрдэм — злая копия Мэдрейка из зеркального мира.

## Вне комиксов

### Фильмы
В 1939 году Columbia Pictures сняла сериал из 12 частей, основанный на комиксах о Мэдрейке. В ролях: Уоррен Халл и Аль Кику — Мэдрейк и Лазар, соответственно. Сериал доступен на DVD. В России сериал не был переведен.
Энтони Эррера исполнил главную роль в телефильме Мэдрейк (1979).
В 2007 году было объявлено, что Baldwin Entertainment Group и Hyde Park Entertainment приобрели права на съемки фильма о Мэдрейке. Компании также владеют правами на другого персонажа Ли Фалька — Фантома. Джонатан Рис-Майерс был первоначально на проекте в главной роли, с Чаком Расселом в качестве режиссёра. В 2009 году Хейден Кристенсен заменил Рис-Майерса в главной роли. Выход фильма планируется на 2014 год.

### Телевидение
В мультсериале Защитники Земли (1985—1987), Мэдрейк Волшебник появился наряду с Фантомом и Флешом Гордоном в главной роли. Лазар также играет значительную роль.
В мультсериале Фантом 2040 Мэдрейк появляется в эпизоде под названием Волшебник, где ему отведена роль старого друга отца Кита.